# Сутінкова зона (фільм)
«Сутінкова зона» (англ. Twilight Zone: The Movie) — художній фільм-антологія, знятий за мотивами однойменного телесеріалу 1960-х років. Чотири історії описують зустрічі різних людей з таємничими й непоясненними подіями, що підносять їм несподівані життєві уроки.
Фільм сумнозвісний тим, що під час його створення загинули троє акторів, з них двоє дітей. «Сутінкова зона» вийшла в прокат 24 червня 1983 року і отримала змішані відгуки.

## Сюжет
Фільм складається зі вступу, чотирьох епізодів і епілогу.

### Вступ
Режисер: Джон Лендіс.
Двоє чоловіків вночі їдуть в автомобілі сільською дорогою, підспівуючи під пісню з магнітофона. Коли касету в магнітофоні раптом зажовує, водій намагається розважити пасажира інакше. Обоє балакають про те, які епізоди «Сутінкової зони» їм здалися найстрашнішими. Потім пасажир запитує у водія: «Хочеш побачити щось справді страшне?» і каже зупинитися. Він перетворюється на монстра та вбиває водія.

### Перша історія
Режисер і сценарист: Джон Лендіс. Сюжет заснований на епізодах «Назад туди» (Back There) і «Якість милосердя» (A Quality of Mercy).
Перша історія про Білла Коннора — людину расистських, антисемітських, ксенофобських поглядів, яка опиняється на місці тих, кого зневажає. Білл розлючений тим, що його колега-єврей Голдман отримав підвищення на роботі, якого Білл очікував для себе. Випиваючи в барі після роботи зі своїми друзями Ларрі та Реєм, Білл звинувачує в проблемах Америки євреїв, темношкірих та азійців. Темношкірий чоловік, який сидить поруч, просить його зупинитися. Білл ще трохи продовжує і вибігає з бару. Тоді він розуміє, що опинився в окупованій нацистами Франції під час Другої світової війни.
Пара офіцерів СС, які патрулювали вулиці, виявляють і допитують його, підозрюючи, що він єврей. Білл не може відповісти їм, бо не знає німецької мови. Офіцери починають гонитву за Біллом і ранять його в ліву руку. Білл намагається сховатися в квартирі, але француженка швидко видає його, викрикнувши попередження німецьким солдатам. Білл вилазить на карниз будівлі, де опиняється в пастці, а двоє німецьких офіцерів стріляють у нього.
Він падає на м'яку землю сільської місцевості Алабами в 1950-х роках, ставши темношкірим. Група членів Ку-клукс-клану збирається його лінчувати. Білл, наляканий і збентежений, марно намагається сказати їм, що він білий. Вдаривши одного члена Ку-клукс-клану й випадково підпаливши його, Білл намагається втекти, при цьому все ще маючи рану на руці. Він пірнає в сусідній ставок і знову спливає на поверхню в джунглях під час війни у В'єтнамі.
Його обстрілюють американські солдати, бачачи в Біллові бійця В'єтконгу. Один із солдатів кидає в Білла гранату. Білл знову потрапляє до окупованої Франції. Там його схоплюють офіцери СС і саджають у закритий залізничний вагон разом із в'язнями-євреями, які прямують до концентраційного табору. Білл бачить бар зі своїми друзями, які стоять на вулиці й шукають його. Він кричить про допомогу, але вони не бачать і не чують ні його, ні поїзда, коли він від'їжджає.

### Друга історія
Режисер: Стівен Спілберг. Сценарист: Джордж Клейтон Джонсон, Річард Метісон та Мелісса Метісон за сюжетом Джорджа Клейтона Джонсона. Це ремейк епізоду «Копнути бляшанку» (Kick the Can).
Старий чоловік на ім'я «містер Блум» щойно переїхав до будинку престарілих у Саннівейлі. Він слухає спогади інших старих про радощі, які вони пережили в молодості. Блум наполягає, що літній вік не перепона для отримання насолоди від життя. Пізніше того вечора він запрошує їх пограти в дитячу гру «копнути бляшанку». Усі згодні, крім сварливого Лео Конроя, який скептично ставиться до затії, адже всі вони вже старі і не такі рухливі. Тому Лео йде спати.
Решта старих людей, долучившись до гри, перетворюються на дітей. Вони спершу в захваті, але потім задумуються, що їх не впізнають ні в будинку престарілих, ні вдома. Вони просять повернути їм старість. Блум виконує прохання, але задоволений тим, що довів: людину визначає її розум, а не тіло. Конрой прокидається і помічає, що один із мешканців будинку, містер Ейджі, вирішив залишитися молодим. Конрой просить Ейджі зробити те саме з ним, але Ейджі відповідає, що не може так зробити. Конрой нарешті розуміє, що йому не обов'язково бути молодим, аби насолоджуватися життям.
Наступного ранку містер Блум знаходить Конроя, який щасливо грається у дворі. Блум звертається до глядачів і запевняє, що дасть Конрою молодість. Потім Блум їде з Саннівейла в інший будинок престарілих, аби повернути їм радість життя.

### Третя історія
Режисер: Джо Данте. Сценарист: Річард Метісон. Ремейк епізоду «Це гарне життя» (It's a Good Life) на основі оповідання Джерома Біксбі.
Лагідна шкільна вчителька Гелен Фолі, їдучи на нову роботу, заходить у сільський бар, щоб запитати дорогу. Розмовляючи з власником, вона зауважує як хлопчика Ентоні проганяють місцеві жителі, які хотіли подивитися боксерський поєдинок. Гелен стає на захист хлопчика. Потім вона випадково зачіпає своїм авто велосипед Ентоні та пропонує хлопчику підвезти його додому.
Коли Гелен приїжджає до дому Ентоні, вона зустрічає його родину: дядька Волта, сестру Етель, маму й тата — всі надзвичайно привітні. Ентоні запрошує Гелен у будинок, поки його родина обшукує сумку та пальто Гелен. У кожній кімнаті є телевізор, по якому показують мультфільми. Сестра Ентоні, Сара, сидить у інвалідному візку й дивиться телевізор, і не реагує на гостю. Ентоні пояснює, що Сара потрапила в аварію. Гелен не бачить, що у дівчинки немає рота.
Ентоні оголошує, що настав час вечеряти. До столу подають ласощі: морозиво, солодкі яблука, картопляні чіпси і гамбургери з арахісовим маслом. Спочатку Гелен думає, що в Ентоні день народження. Етель каже, що не хотіла б іще одного дня народження, тоді раптом тарілка падає з її рук. Гелен намагається піти, але Ентоні закликає її лишитися й поглянути на фокус дядька Волта. Дядько Волт дуже нервує, очікуючи, що може бути в капелюсі фокусника, але витягує звідти звичайного кролика. Ентоні наполягає повторити, і тепер з капелюха вискакує великий жахливий кролик. Коли Гелен намагається втекти, Ентоні бачить, що його рідні лишили для гості записку: «Допоможіть нам! Ентоні — монстр!» Викриті члени родини показують пальцями на Етель, звинувачуючи її в авторстві записки. Етель розповідає Гелен, що вони не родичі Ентоні. Якось Ентоні вбив своїх батьків, а їх привів до будинку, щоб мати нову родину. Ентоні володіє таємничою силою здійснювати всі свої бажання. Щоб покарати Етель, він поміщає її в мультфільм, де її з'їдає дракон.
Втекти з будинку не дозволяє величезне око. Ентоні висловлює розчарування через те, що всі його бояться, і викликає ще одного мультяшного монстра. Коли Гелен каже йому скасувати бажання, він змушує весь будинок зникати, а сам з Гелен опиняється в місці за межами простору й часу. Ентоні каже, що відправив свою «сім'ю» туди, звідки вони прийшли, оскільки вони не хотіли бути з ним. Він не може зрозуміти чому всі ним незадоволені. Тоді Гелен пропонує допомогти хлопчикові знайти правильне застосування його силі. Ентоні визнає, що поводився погано і повертає Гелен у авто. Вони їдуть безплідним ландшафтом, але вздовж дороги виростають луки, наповнені яскравими квітами.

### Четверта історія
Режисер: Джордж Міллер. Сценарист: Річард Метісон. Ремейк епізоду «Кошмар на висоті 20 000 футів».
Джон Валентайн ховається в туалеті авіалайнера, щоб оговтатися від нападу паніки через свій страх перед польотами. Стюардеси вмовляють Валентина вийти з туалету й повернутися на місце. Бортпровідники неодноразово запевняють його, що все буде добре, але він ніяк не заспокоїться.
Повернувшись на місце, Валентайн помічає на крилі літака жахливого гремліна і панікує. Він бачить як істота ламає крило, спричиняючи аварію двигуна. Валентайн намагається розбити ілюмінатор кисневим балоном, але інший пасажир повалює його на підлогу. Потім Валентайн хапає в нього револьвер і починає стріляти в гремліна. Істота кидається до Валентайна і перекушує револьвер навпіл. Літак знижується і тоді гремлін лає Валентайна за те, що він зіпсував гремліну веселощі. Істота стрибає в небо і відлітає, а літак починає аварійну посадку.
На землі поліція, екіпаж і пасажири обговорюють інцидент, описуючи Валентайна як божевільного. Однак техніки знаходять на крилі сліди від кігтів. 

### Епілог
Валентайна загортають у гамівну сорочку та везуть у машині швидкої допомоги. Водієм виявляється пасажир автомобіля з прологу. Він обертається до Валентайна та каже: «Чув, у вас там був великий переляк, га? Хочеш побачити щось справді страшне?»

## У ролях

### Пролог і епілог
- Альберт Брукс — подій
- Ден Ейкройд — пасажир-перевертень

### Перша історія
- Вік Морроу — Білл Коннор
- Дуг Макграт — Ларрі
- Чарльз Галлахан — Рей
- Райнер Пітс і Кай Вульф — німецькі офіцери
- Стівен Вільямс — відвідувач бару
- Джозеф Хієу та Аль Леонг — в'єтнамці
- My-Ca Дінь-Ле та Рене Шин-Ї Чен — в'єтнамські діти (сцена видалена через загибель обох акторів і Морроу під час зйомок)
- Стівен Бішоп — привабливий солдат
- Томас Берд, Вінсент Дж. Айзек, Білл Тейлор і Вільям С. Тейлор — солдати
- Едвард Донно, Майкл Мілгром, Том Віллетт і Джон Ларрокетт — члени Ку-клукс-клану

### Друга історія
- Скетмен Крозерс — містер Блум
- Білл Квінн — Лео Конрой
- Мартін Гарнер — пан Вайнштейн
- Сельма Даймонд — місіс Вайнштейн
- Гелен Шоу — місіс Демпсі
- Мюррей Метісон — містер Ейджі
- Пітер Брокко — містер Мут
- Прісцилла Пойнтер — міс Кокс
- Скотт Немес — молодий містер Вайнштейн
- Таня Фенмор — молода місіс Вайнштейн
- Еван Річардс — молодий містер Ейджі
- Лаура Муні — молода місіс Демпсі
- Крістофер Айзенманн — молодий містер Мут
- Річард Свінглер — містер Сіра Пантера
- Алан Гофрект — син містера Конроя
- Шеріл Сочер — невістка містера Конроя
- Ельза Рейвен — медсестра № 2

### Третя історія
- Кетлін Квінлан — Гелен Фолі
- Джеремі Ліхт — Ентоні
- Кевін Маккарті — дядько Волт
- Патриція Беррі — мати
- Вільям Шаллерт — батько
- Ненсі Картрайт — Етель
- Дік Міллер — Волтер Пейслі
- Чері Каррі — Сара
- Білл Мамі — Тім
- Джеффрі Банністер — Чарлі

### Четверта історія
- Джон Літгоу — Джон Валентайн
- Еббе Лейн — старший бортпровідник
- Донна Діксон — молодша стюардеса
- Джон Денніс Джонстон — другий пілот
- Ларрі Сідар — Гремлін
- Чарльз Кнапп — повітряний маршал
- Крістіна Нігра — маленька дівчинка
- Едуард Франц — старий чоловік
- Джеффрі Вайсман — молодий чоловік

## Створення
Спершу планувалося створити ремейк одного з епізодів серіалу. Після того як Стівен Спілберг долучився до роботи, він запропонував зняти три історії, одну з них власноруч. Спілберг запросив свого друга Джона Лендіса, який поділяв його ентузіазм щодо оригінального серіалу. У той час Джо Данте разом зі Стівеном Спілбергом працював над фільмом «Гремліни». Джордж Міллер, відомий тоді як режисер «Шаленого Макса 2», теж приєднався до команди творців фільму. Данте вважав, що історії повинні мати наскрізних персонажів.

### Трагедія під час знімання
Під час знімання стався трагічний випадок, який своїм резонансом затьмарив сам фільм. 23 липня 1982 року на знімальному майданчику вночі сталася катастрофа вертольота, в якій акторові Віку Морроу відрубало голову лопаттю гвинта, а також загинули двоє дітей: My-Ca Дінь-Ле (7 років) і Рене Шин-Йі Чен (6 років).
За сценарієм, головний герой історії Лендіса повинен був урятувати двох в'єтнамських сиріт і цим заробити собі відкуплення за попередню поведінку. Сцена відбувалася вночі, коли вертоліт обстрілював село. Та під час фільмування піротехнік підірвав два піротехнічні заряди близько один до одного. Підкинуті вибухами уламки зачепили головні та хвостові лопаті вертольота. Апарат втратив керування, обезголовив Морроу та Ле, а Чен розчавило насмерть однією зі стійок. Всі троє загинули миттєво.
Режисер Джон Лендіс та інші відповідачі, зокрема продюсер Стівен Спілберг, пілот Дорсі Вінго та піротехнік Пол Стюарт постали перед судом. Врешті решт звинувачення в свідомому допущенні загрозі життю дітей і ненавмисному вбивстві були зняті. Батьки Ле і Чен подали до суду. Справу було врегульовано в позасудовому порядку. Сума угоди не розголошувалася. Діти Віка Морроу також подали позов і погодилися на грошову компенсацію, сума якої залишилася в таємниці. В Голлівуді були змінені правила знімання дітей у сценах вночі і з великою кількістю спецефектів. Розслідування встановило, що на знімальному майданчику відбувалися порушення безпеки роботи, працівники не були проінформовані про участь дітей у сцені. Оплата праці дітей відбувалася неофіційно.
Трагедія призвела до розриву дружніх відносин між Лендісом і Спілбергом. Спілберг заявив, що «Жоден фільм не вартий того, аби за нього померти» та висловив огиду щодо того, як Лендіс впорався з ситуацією. Співрежисер Джордж Міллер відмовився від постпродакшну свого сегмента, залишивши Джо Данте контролювати монтаж. Натомість Спілбер вирішив створити епізод про старого чоловіка, що повертає молодість.
Загибель акторів стала темою епізоду документального серіалу 2020 року «Прокляті фільми».

## Сприйняття
Роджер Еберт з «Chicago Sun-Times» оцінив кожен сегмент фільму окремо, найвище — останній сегмент і епілог. За висновком критика, фільм робить те саме, що й серіал — бере звичайних людей у звичайних ситуаціях і раптово змінює обставини.
Вінсент Кенбі в «The New York Times» оцінив перший епізод як «заплутаний урок антифанатизму». Другий сегмент фільму, заснований на епізоді під назвою «Копнути бляшанку», невдалий у всіх аспектах і є «сентиментальною», проте «потворною» комедією. Епізод за сюжетом «Це гарне життя» не розкриває своїх моторошних можливостей належним чином. Джо Данте так і не знайшов стиль для твору, який мав би якось поєднати комічне, страшне та сатиричне. Остання частина найсильніша. Та в цілому «Багато грошей і кілька життів можна було б врятувати, якби продюсери просто перевипустили оригінальні програми».